# 2024年のドイツ
2024年のドイツ （2024ねんのドイツ）では、2024年のドイツの状態や出来事についてまとめる。

## できごと
スポーツ関連のできごとは、この節ではなく、かなり下に位置する「文化、スポーツ」の節に書いてください。

### 主なできごと（通年）
- 南ドイツの洪水 - 5月2日にザールラント州などで、6月初旬にはバイエルン、バーデン＝ヴュルテンベルク州で洪水が発生し、死者9名、負傷者1名、行方不明者1名、家屋被害と保険支払い額は約22億ユーロにおよんだ。de:Hochwasser in Süddeutschland 2024（2024年南ドイツの洪水、ドイツ語版）を参照。
- 2024年のドイツ極右への抗議（英語版） - 極右に対する抗議運動は、主にAfD（"ドイツのための選択肢"という政党）に対する抗議運動であり、ドイツの社会全体を巻き込む大規模な動きとなった。きっかけは2023年11月25日、調査報道機関Correctivが、AfD関係者が極右グループと「大量移民の追放（remigration）」計画を会合で話し合っていたことを暴露。これがドイツ社会に衝撃を与え、まず2024年1月20〜21日の週末に、全国約100都市で極右に対する抗議デモが発生し、約90万人以上が参加し（主要都市の人数を挙げると、フランクフルト：35,000人、ハノーファー：約35,000人、ドルトムント：約30,000人 ）、「民主主義を守ろう」「"二度と繰り返すな”は、まさに今だ！（Nie wieder ist jetzt !）」と掲げられ（ドイツ事情に詳しくない日本人にも分かるようにはっきり言えば、「ナチスを繰り返すな! 今こそ止めろ！」 という意味）、ドイツ史上最大規模の反極右デモになった。第2波は2月3日で、ベルリンを中心に約150,000人、全国で約200,000人規模の、極右に対する抗議デモが展開された。スローガン「我々はファイアーウォールだ（Wir sind die Brandmauer）」が政党間で共有され、ショルツ首相も支持を表明 。（en:Firewall against the far-right in Germany　ドイツの極右に対するファイアーウォール、英語版も参照）約75％の国民が反極右デモへの支持を表明。この2回の大規模抗議デモによって、ドイツ国内で右派への警戒が高まった、とのアンケート調査もある。
- 大麻の合法化 - 2月23日、ドイツ連邦議会が成人の大麻非営利使用を合法化する法律を可決　（#可決した法案節で解説）
- 2024年末の政治危機 - 本年11月6日、ショルツ首相が財務大臣のクリスティアン・リントナーを罷免し、続いて同じく自由民主党所属の2名が辞任したことで連立政権が崩壊。12月16日に信任投票に敗北、2025年2月23日総選挙へ
- ドイツ経済危機 (2022年-現在)（英語版） - 2022年ころからドイツの経済は低迷気味である
- 2023-2024 ドイツの農民による抗議（英語版）

### 1月
- 1月5日 - ニーダーザクセン州ユルツェン（英語版）の病院で火災が発生し、4人が死亡[1]。
- 1月20日 - 小惑星「2024 BX1」がドイツ西部に火球として落下。

### 2月
- 2月15日 - 2023年のドル建ての国内総生産（GDP）が4兆4500億ドル余りとなり、西ドイツ時代の1968年以来55年ぶりに 日本を抜いて世界3位となった[2]。
- 2月16日～18日 - 第60回ミュンヘン安全保障会議（英語版）
- 2月22日 - ノルトライン＝ヴェストファーレン州ヴッパータールの中学校で殺傷事件が発生し、生徒4人が負傷[3]。

### 3月

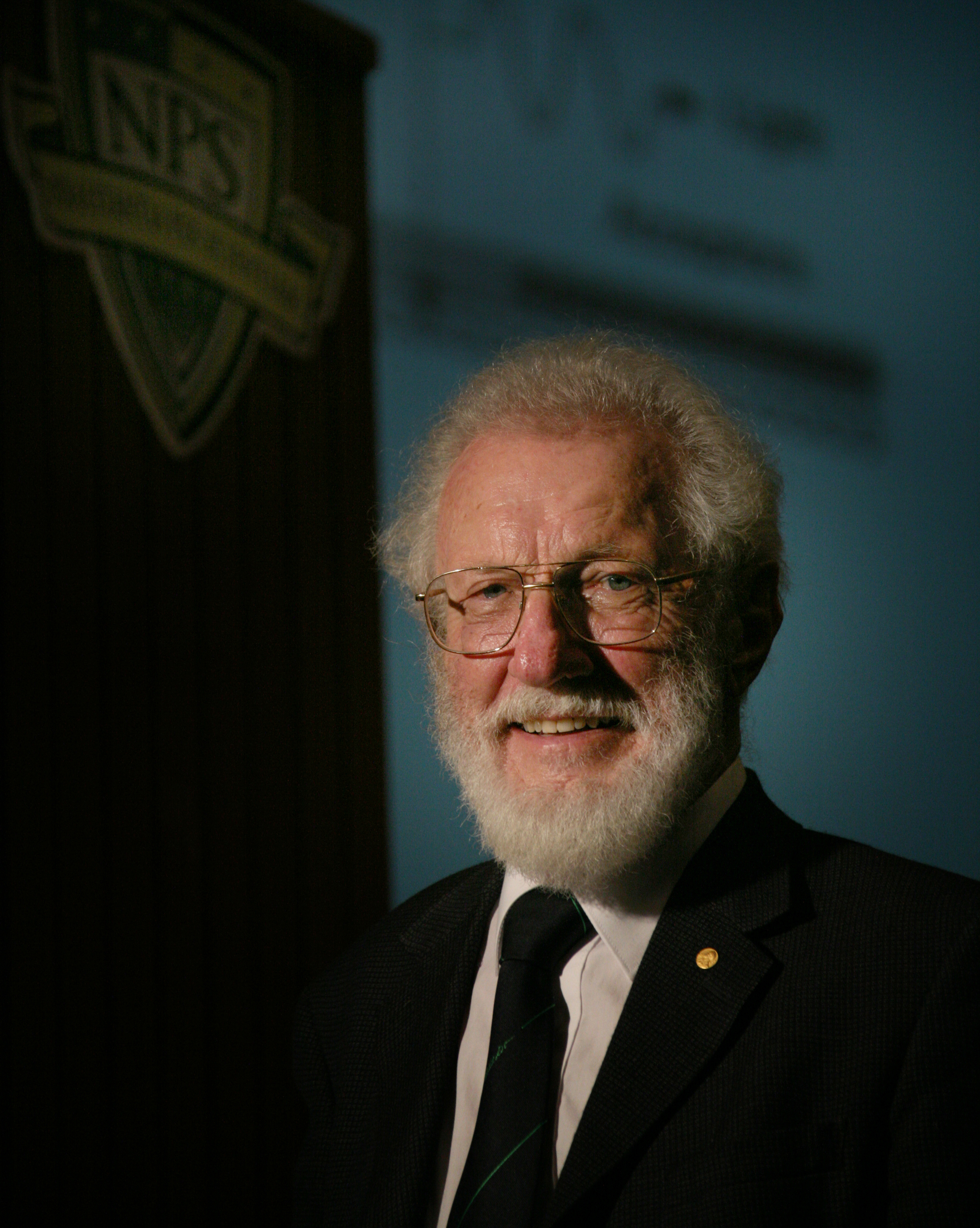
ハーバート・クレーマー

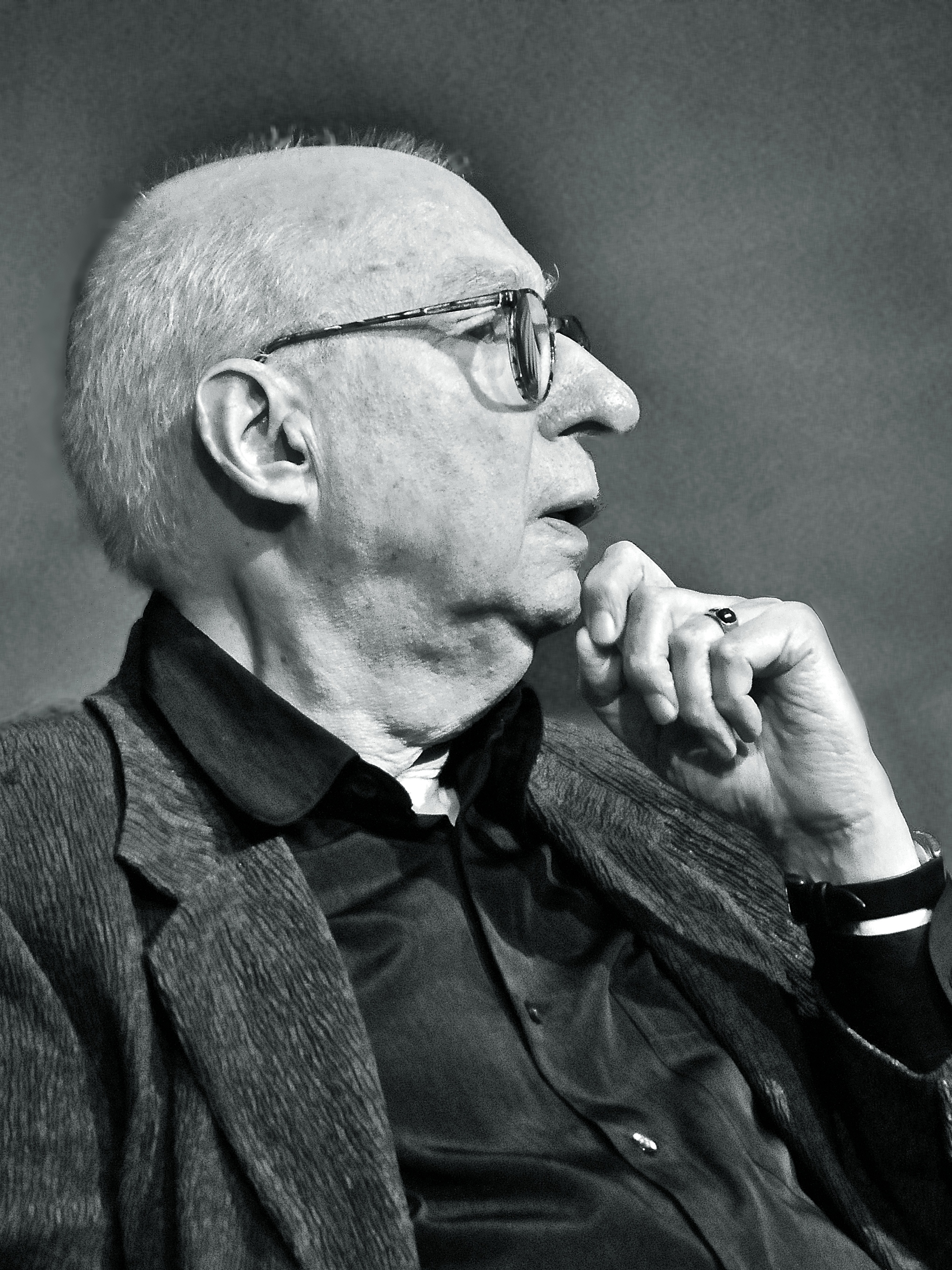
アリベルト・ライマン

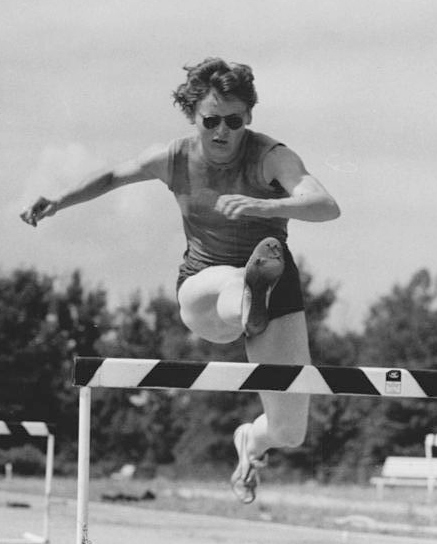
ギゼラ・ビルケマイヤー

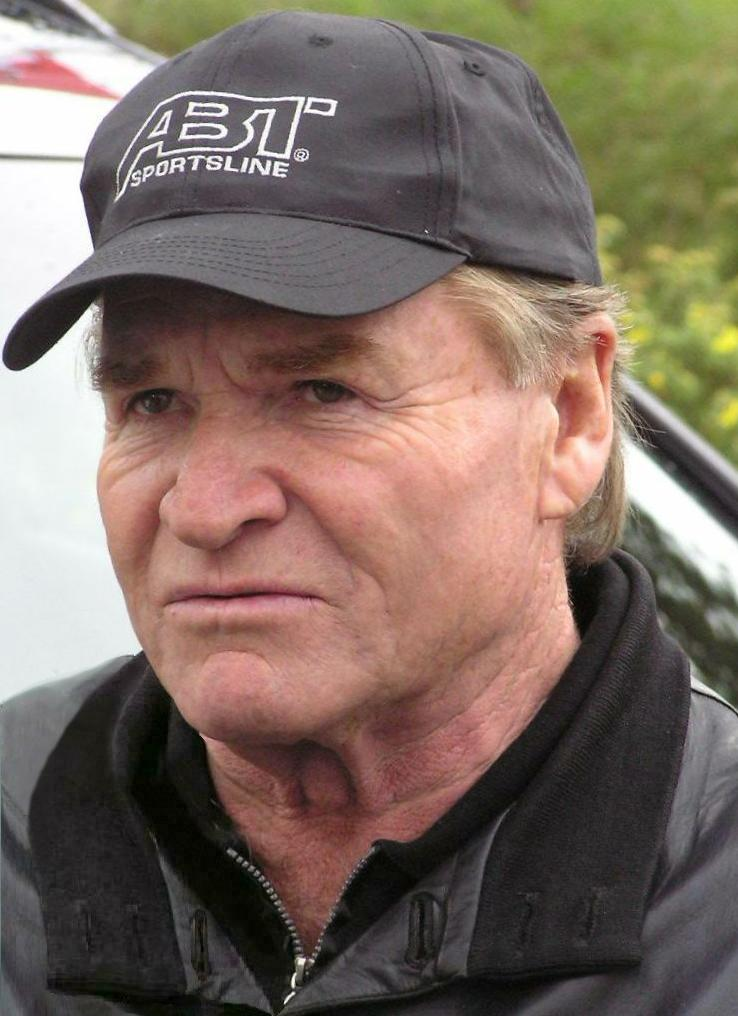
フリッツ・ヴェッパー

- 3月1日 - ニーダーザクセン州で銃乱射事件が発生し、4人が死亡、21人が負傷[4]。
- 3月4日 - ノルトライン＝ヴェストファーレン州の老人ホームで火災が発生し、4人が死亡、21人が負傷[5]。
- 3月27日 - ザクセン州ライプツィヒ近郊の高速道路でバスが横転し4人が死亡、35人が負傷[6]。

### 4月
- 4月1日 - 嗜好用の大麻の使用を認める法律が発効。 欧州連合の加盟国では マルタ、 ルクセンブルクに次いで3ヶ国目[7]。
- 4月12日 - 
性別移行手続きを簡易化する法案が可決[8]。(#可決された法案でも解説）

### 5月
- 5月7日 - ベルリン副市長のフランツィスカ・ギファイが重い物が入ったバッグで殴打され負傷[9]。
- 5月31日 - バーデン＝ヴュルテンベルク州マンハイムでアフガニスタン出身の男が集会でナイフで人々を襲い、警察官1人が死亡、5人が負傷[10]。

### 6月
- 6月5日 - バイエルン州とバーデン＝ヴュルテンベルク州で洪水が発生し、少なくとも6人が死亡[11]。
- 6月6日～9日 - 2024年欧州議会議員選挙
- 6月14日 - ザクセン＝アンハルト州で刺傷事件が発生し、1人が死亡、3人が負傷[12]。
- 6月29日～30日 - 2024年のドイツのための選択肢党大会（英語版）

### 8月

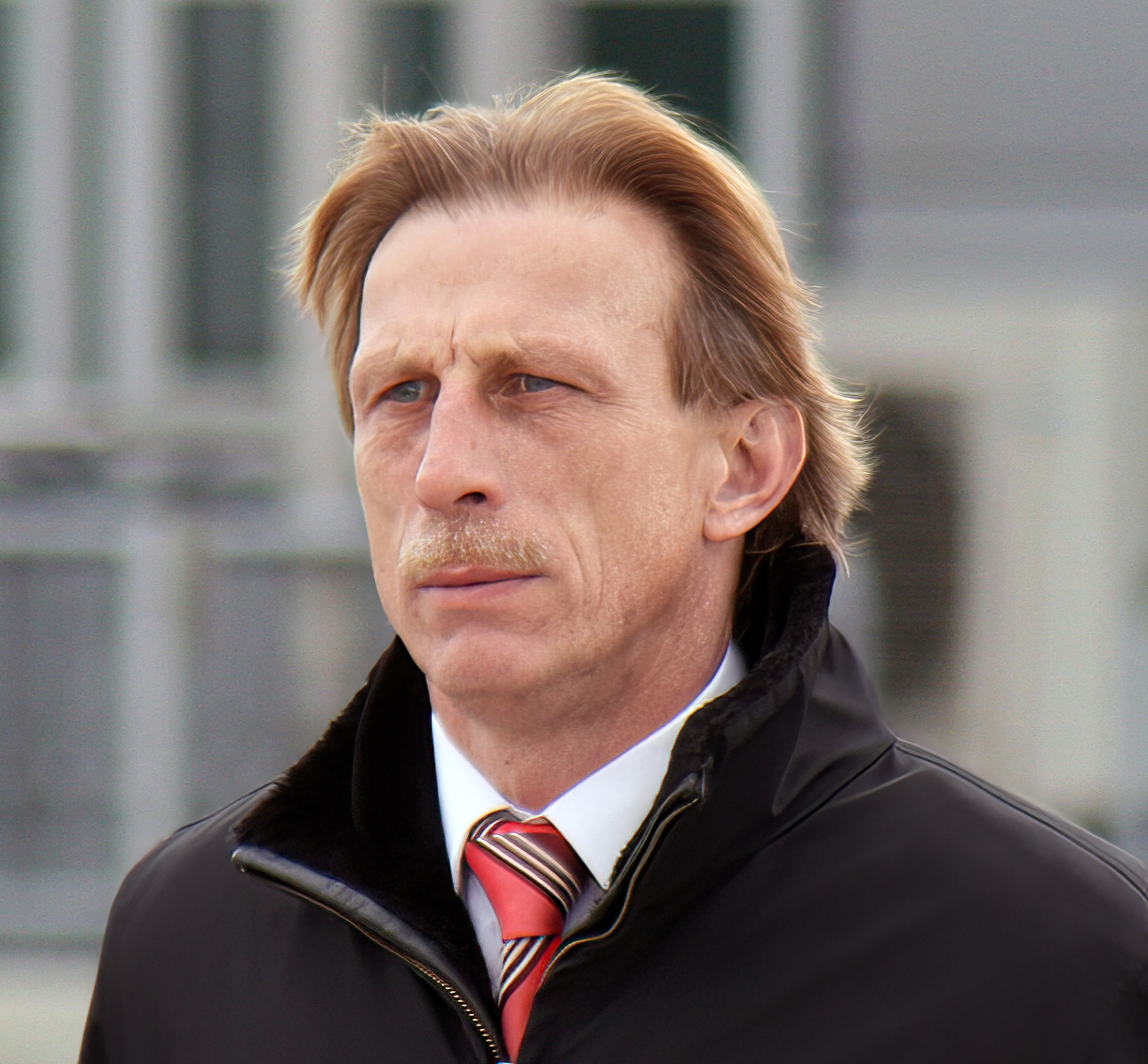
クリストフ・ダウム

- 8月2日 - ニュルブルクリンクで圧縮空気ボンベが原因と思われる爆発が発生し、22人が負傷[13]。
- 8月6日 - ラインラント＝プファルツ州クレフのホテルが倒壊し、少なくとも2人が死亡[14]。
- 8月17日 - ザクセン州ライプツィヒ近郊でのハイフィールド・フェスティバル（ドイツ語版）会場の観覧車で火災が発生し、少なくとも20人が負傷[15]。
- 8月23日 - ノルトライン＝ヴェストファーレン州ゾーリンゲンの野外イベントの最中に刃物による殺傷事件が発生し、3人が死亡[16]。
- 8月30日 - ノルトライン＝ヴェストファーレン州ジーゲンの走行中のバスの車内でナイフによる襲撃事件が発生し、6人が負傷[17]。

### 9月
- 9月11日 - ザクセン州ドレスデンのエルベ川に架かるカローラ橋（英語版）が崩落したが、負傷者はいなかった[18]。
- 9月28日 - ノルトライン＝ヴェストファーレン州エッセンで放火事件が発生し、30人が負傷[19]。

### 11月
- 11月1日 - 
18歳以上であれば誰でも理由や診断書などを提示することなく、性別および氏名を変更できる「自己決定法案」が施行（18歳未満では保護者の同意が必要）[20]。
- 11月7日 - ショルツ首相がクリスティアン・リントナー財務大臣を解任し、その後リントナーと同じ自由民主党の閣僚2人が辞任したことにより、連立政権が崩壊[21]。
- 11月29日 - 同月17日から18日にかけて フィンランドと接続している海底ケーブル2本がほぼ同時に損傷していたが、この日に復旧した[22]。

### 12月
- 12月16日 - ショルツ首相が求めた信任投票が行われ、反対多数で否決され、議会の解散を提案（ゲアハルト・シュレーダー首相以来19年ぶり4度目の不信任）[23]。
- 12月20日 - ザクセン・アンハルト州マクデブルクのクリスマスマーケットにサウジアラビア人医師が運転する車が突入し、少なくとも2人が死亡、60人以上が負傷[24]。
- 12月27日 - シュタインマイヤー大統領が下院の解散と翌2025年2月の総選挙実施を決定[25]。

## 気象、地象、自然災害など
ドイツ国内の気象、地象、自然災害
- de:Hochwasser in Süddeutschland 2024（2024年に南ドイツで起きた洪水、ドイツ語版）
- en:Category:2024 disasters in Germany（2024年のドイツで起きた災害のカテゴリ、英語版）

天文現象
- 2024 BX1 - 大気圏突入前、アメリカのNASAはその直径を約1メートル（3フィート） と推定していた[26]。ヨーロッパ中央時刻（CET）の2024年1月21日午前1時32分、ベルリン西部約60 kmの上空で明るい火球として観測され、ESA Meerkat や AllSky7、その他欧州各地のカメラネットワークでも記録され「満月よりも明るかった」と報告された[27]。1月25日にブランデンブルク州付近で、ポーランドの愛好家らによって隕石が発見され、回収された隕石は「リベック」と呼ばれ、オーブライトに分類された。観測結果にもとづいて計算しなおしたところ、おそらくもとの直径は0.5メートルよりも小さく、むしろ「隕石体」と呼ぶべきもので、大気中への進入時に隕石体は高度55 kmで強く破砕され、小さな破片に分かれ、主な破片の大部分は高度39～29 kmで再び分裂した[27]。散乱した場所が発表されて数日で、数十個の隕石が発見された[27]。NASAによる落下予測からドイツ国内での落下観測までの一連のできごとは、ドイツの天文学者や科学者の間では注目を浴び、主要な新聞やテレビでも一応報道された。だが、予測通り火球として観測され小さな隕石に分解して落下し市民生活に影響はなかったので、その後はあまり報道されなかった。

## 政治

### 要職者
- 連邦大統領 [注釈 1]
  - 第12代: フランク＝ヴァルター・シュタインマイアー（2017年3月19日 - ）

権力分立 
行政府
- 連邦首相（行政府の長） - 第9代: オラフ・ショルツ（ドイツ社会民主党、ショルツ内閣、2021年12月8日 - ）

立法府
- ドイツ連邦議会（Bundestag）[注釈 4]
  - 連邦議会の議長（Bundestagspräsidentin） -  ベーベル・バス（Bärbel Bas、2021年10月26日から在職）
- 連邦参議院（Bundesrat）[注釈 5]
  - 連邦参議院の議長[注釈 6]
    - 2023年11月1日～2024年10月31日 - マヌエラ・シュヴェーズィヒ（Manuela Schwesig）
    - 2024年11月1日～2025年10月31日 - アンケ・レーリンガー（Anke Rehlinger）

司法府
- 連邦憲法裁判所（Bundesverfassungsgericht）
  - 長官（裁判長、President）- シュテファン・ハルバルト（Stephan Harbarth、2020年6月22日から在職）
- 連邦裁判所（Bundesgerichtshof） - ドイツ連邦の通常裁判所の最高裁判所
  - 長官（裁判長、Präsidentin）- ベッティナ・リンパーグ（Bettina Limperg、2014年7月1日から在職）

### 選挙
- en:Category:2024 elections in Germany（2024年のドイツにおける選挙のカテゴリ、英語版）
- 6月6日～9日 - 2024年欧州議会議員選挙

### 連邦議会

#### 本会議週
本会議週（Sitzungswochen）
| 1月 - 1/15 ～ 1/19 - 1/29 ～ 2/2 2月 - 2/19 ～ 2/23 3月 - 3/11 ～ 3/15 - 3/18 ～ 3/22 4月 - 4/8 ～ 4/12 - 4/22 ～ 4/26 5月 - 5/13 ～ 5/17 6月 - 6/3 ～ 6/7 - 6/10 ～ 6/14 - 6/24 ～ 6/28 | 7月 - 7/1 ～ 7/5 9月 - 9/9 ～ 9/13 - 9/23 ～ 9/27 10月 - 10/7 ～ 10/11 - 10/14 ～ 10/18 11月 - 11/4 ～ 11/8 - 11/11 ～ 11/15 - 11/25 ～ 11/29 12月 - 12/2 ～ 12/6 - 12/16 ～ 12/20 |

#### 可決した法案
連邦議会が本年に可決した法案の中から、特に重要なものをいくつか挙げる。
- Cannabisgesetz（大麻法）

2月24日可決（賛成：404票、反対：226票、棄権：4票）、3月22日に連邦参議院（Bundesrat）で承認、4月1日施行。
成人による25gまでの所持、50gまでの自宅栽培を合法化し、非営利の“ソーシャルクラブ”も規定。成人の大麻使用を合法化した。
- Selbstbestimmungsgesetz（性別エントリーの自己決定法）

4月12日に連邦議会で可決、5月17日にBundesratで承認、2024年6月21日発布、11月1日より施行。
トランスジェンダー、インターセックス、ノンバイナリーの人々の法的性別変更手続きが簡易化・非医療化された歴史的改革 。
- Staatsangehörigkeitsmodernisierungsgesetz（国籍法近代化法）

3月26日可決、6月27日施行。
帰化要件の居住年数を従来の8年から最短で3年に短縮し、多重国籍の受け入れを促進。移民政策を前進させる法律 。
- Wachstumschancengesetz（成長機会法）

3月27日可決、主要な規定は3月28日施行。
中小企業の投資促進、税制簡素化、研究・開発奨励、電子インボイス義務化などを通じて、経済成長の土台を強化する目的のもの 。
- Gebäudeenergiegesetz（建築エネルギー法：通称「Heizungsgesetz」）

1月1日施行。
新築住宅の暖房装置に最低65％の再生可能エネルギーの使用を義務付け、気候変動対策の具体的第一歩となるもの 。
- Polizeibeauftragtengesetz（連邦議会警察オンブズマン法）

2月28日可決、3月5日施行。
連邦警察を監視するための独立したオンブズマン制度を導入し、権力の監視や市民保護を強化した 。
- Onlinezugangsgesetz改正（通称 : OZG 2.0）

2月23日に連邦議会可決、6月14日に連邦・州合意、7月24日施行。
「Once-Only原則」の法的根拠化、DeutschlandID導入、電子窓口の全国展開など、行政のデジタル化を大きく前進させる制度改革。「Once-Only原則」とは住民や事業者が住所、身分証情報、税情報、企業データなどを一度提出して登録すれば、以後は行政間で情報が連携され再提出は不要にならなくてはならないという原則。たとえば引っ越しの際に住民票の変更を役所に届ければ、年金、税務、学校登録などにもその変更が自動反映されなければならない、ということ。それまで理念でしかなかった「Once-Only原則」を、2024年の改正（OZG 2.0）では明確に法規とし、すべての行政機関がOnce-Onlyに従うことを法的義務とし、行政が市民に再度データを求めることは例外的な場合しか許されない、と法的に定めた。OZG 2.0には、DeutschlandID（市民電子ID）の導入、デジタル窓口の全国標準化・拡大、電子申請書の統一化も盛り込まれている。

本年の連邦議会ではそのほかにも、CO₂ 税率引き上げ、電子処方箋義務化、乳製品へのデポジット、EU渡航者の税優遇など、日常生活に直結する制度改善のための法案も多数可決された。

### 他
- 4月1日 - ミュンヘン一揆で逮捕されたアドルフ・ヒトラーの収監から100年[29]。

## 経済、産業
ドイツの経済は、2023年の0.3%の減少に続いて、本年も0.2%縮小した。2年連続の経済縮小は2003年-2004年以来である。
- 3月29日 - フォルクスワーゲン・ゴルフ（初代）の発売から50年[31]。

## 文化、スポーツ
ハイカルチャー、サブカルチャー、流行、スポーツなど幅広く

### 文学
- 2024年クライスト賞 - Sasha Marianna Salzmannが受賞。

### 舞台
ハンブルクで『フスボールオペラ』が上演された。本作品はサッカー熱の高まりから着想を得てオペラとサッカーの新たな融合を試みた作品であり、サッカーの試合形式とオペラのアリアやポップソングを融合させ、観客の参加を促すユニークな演出でも話題となった。従来のオペラファンにも、サッカーファンにも、新しい体験を提供することになった。

### 映画
- en:List of 2024 box office number-one films in Germany（2024年ドイツ国内劇場公開映画作品1位の映画の一覧、英語版）
- en:List of German films of 2024（2024年のドイツ映画、英語版）
- en:Category:2024 in German cinema（2024年のドイツ映画のカテゴリ、英語版）

- 2月15日～25日に第74回ベルリン国際映画祭が開催された。金熊賞はマティ・ディオプ監督（ フランス）の『ダホメ（英語版）』が受賞した。

### テレビ放送
en:Category:2024 in German television（2024年のドイツのテレビのカテゴリ、英語版）

### 音楽
de:Liste der Nummer-eins-Hits in Deutschland (2024)（2024年のドイツでNo.1になった楽曲の一覧）
en:Category:2024 in German music（2024年のドイツ音楽のカテゴリ、英語版）
- 8月2日～31日 -  イギリスの歌手アデルによる10公演コンサート「アデル・イン・ミュンヘン（英語版）」（新ミュンヘン国際見本市会場）
- 9月19日 - ヴォルフガング・アマデウス・モーツァルト（ オーストリア）が1760年代に作曲したと見られる未発表曲『ガンツ・クライネ・ナハトムジーク』がライプツィヒ市立図書館で発見された[33]。

周年
- 5月7日 - ルートヴィヒ・ヴァン・ベートーヴェンの交響曲第9番の初演から200年。

### ボードゲーム

#### チェス
- ドイツにおける2024年チェス・チャンピオンシップは8月19日 – 27日に開催され、優勝は Dmitrij Kollars、2位は Niclas Huschenbeth、3位は Dennis Wagnerであった。

en:2024 in chess#National events（2024年のチェス界の動向#各国のできごと、英語版）も参照
その他、de:Liste der deutschen Meisterschaften im Schachも参照

### スポーツ

#### オリンピック
2024年夏季オリンピックへのドイツ選手団の参加、および結果
de:Olympische Sommerspiele 2024/Teilnehmer (Deutschland)（2024年夏季オリンピックにおけるドイツ、ドイツ語版）
- 7月26日～8月11日 - 2024年パリオリンピック
  - 2024年パリオリンピックのドイツ選手団（英語版）
  - 馬術競技でイザベル・ワースが個人で銀メダル、団体で金メダルを獲得し、オリンピックでの通算獲得メダルが14個となった
  - 自転車競技のレア・フリードリッヒ（英語版）が女子スプリント予選で世界新記録を達成[35]。

#### サッカー
de:DFB-Pokal 2024/25（2024年-2025年DFBポカール、ドイツ語版）
サッカー関連のできごと
- 2月28日 - UEFA女子ネーションズリーグ2023-24の3位決定戦でドイツ代表がオランダ代表を破って3位となった[36]。
- 4月14日 - ドイツ・ブンデスリーガ2023-2024第29節でバイエル・レバークーゼンが創設120年目で初優勝し、FCバイエルン・ミュンヘンの連覇が「11」で途切れた[37]。
- 5月22日 - UEFAヨーロッパリーグ 2023-24・決勝でバイエル・レバークーゼンがアタランタBC（ イタリア）にスコア0-3で敗れて準優勝。レバークーゼンは国内も含めた公式戦51試合連続無敗記録のヨーロッパサッカーでの新記録が途切れた[38]。
- 6月1日 - UEFAチャンピオンズリーグ 2023-24 決勝でボルシア・ドルトムントがレアル・マドリード（ スペイン）にスコア0-2で敗れて準優勝[39]。
- 6月14日～7月14日 - UEFA EURO 2024
  - 決勝がベルリン・オリンピアシュタディオンで開催（優勝はスペイン代表）
  - ドイツ代表は準々決勝でスペイン代表に延長戦の末、スコア1-2で敗れて敗退[40]。
  - 代表通算114試合に出場したトニ・クロースが大会終了後に現役引退[41]。

#### テニス
- 1月7日 - ユナイテッド・カップ2024（英語版）でドイツ代表が決勝で ポーランド代表を2-1で破って優勝[42]。
- 4月15日～21日
  - （テニス）2024年BMWオープン（英語版）
    - シングルス（英語版）でヤン＝レナルト・シュトルフが優勝。

  - 2024年ポルシェ・テニス・グランプリ（英語版）
- 9月20日～22日 - （テニス）レーバーカップ（英語版）（ウーバー・アレーナ）
  - ヨーロッパ選抜の一員としてアレクサンダー・ズベレフが出場

#### バスケットボール
- 5月26日 - 2023-2024シーズンのユーロリーグ（英語版）のファイナルフォー（英語版）がベルリンのウーバー・アレーナで開催されたが、ドイツのチームは出場できなかった。
- 6月26日 - 2024年のNBAドラフトでトリスタン・ダ・シウバが1巡目全体18位、アリエル・フクポルティ（英語版）が2巡目全体58位でそれぞれ指名された[43]。

#### バドミントン
- 2月27日～3月3日 - 2024年ドイツオープン (バドミントン)（英語版）
- 4月8日～14日 - 2024年ヨーロッパバドミントン選手権大会（英語版）
- 10月29日～11月3日 - 2024年BWFワールドツアー・2024年ハイロ・オープン

その他スポーツ関連のできごと
- 1月10日～28日 - （ハンドボール）2024年欧州男子ハンドボール選手権（英語版）
  - ドイツ代表は3位決定戦でスウェーデン代表にスコア31-34で敗れて4位となった。
  - 決勝はノルトライン＝ヴェストファーレン州ケルンのランクセス・アレーナで開催（優勝はフランス代表）
- 2月2日～18日 - （水泳）2024年世界水泳選手権
  - 2024年世界水泳選手権ドイツ選手団（英語版）
  - アンジェリーナ・コーラー（英語版）が唯一の金メダルを獲得
- 7月6日～7日 - （オートバイ）2024年のMotoGP・ドイツグランプリ（英語版）
- 8月31日 - （プロレス）WWEによるツアー「バッシュ・イン・ベルリン（英語版）」（ウーバー・アレーナ）
- 9月8日 - （自転車競技）2024年サイクラシックス・ハンブルク（英語版）
- 9月19日～21日 - （スケート）ISUチャレンジャーシリーズ・2024年ネーベルホルン杯（バイエルン州オーベルストドルフ）
- 9月29日 - （マラソン）2024年ベルリンマラソン（英語版）
- 10月17日～20日 - （ラリー競技）2024年セントラル・ヨーロピアン・ラリー（英語版）

## 死去

### 1月

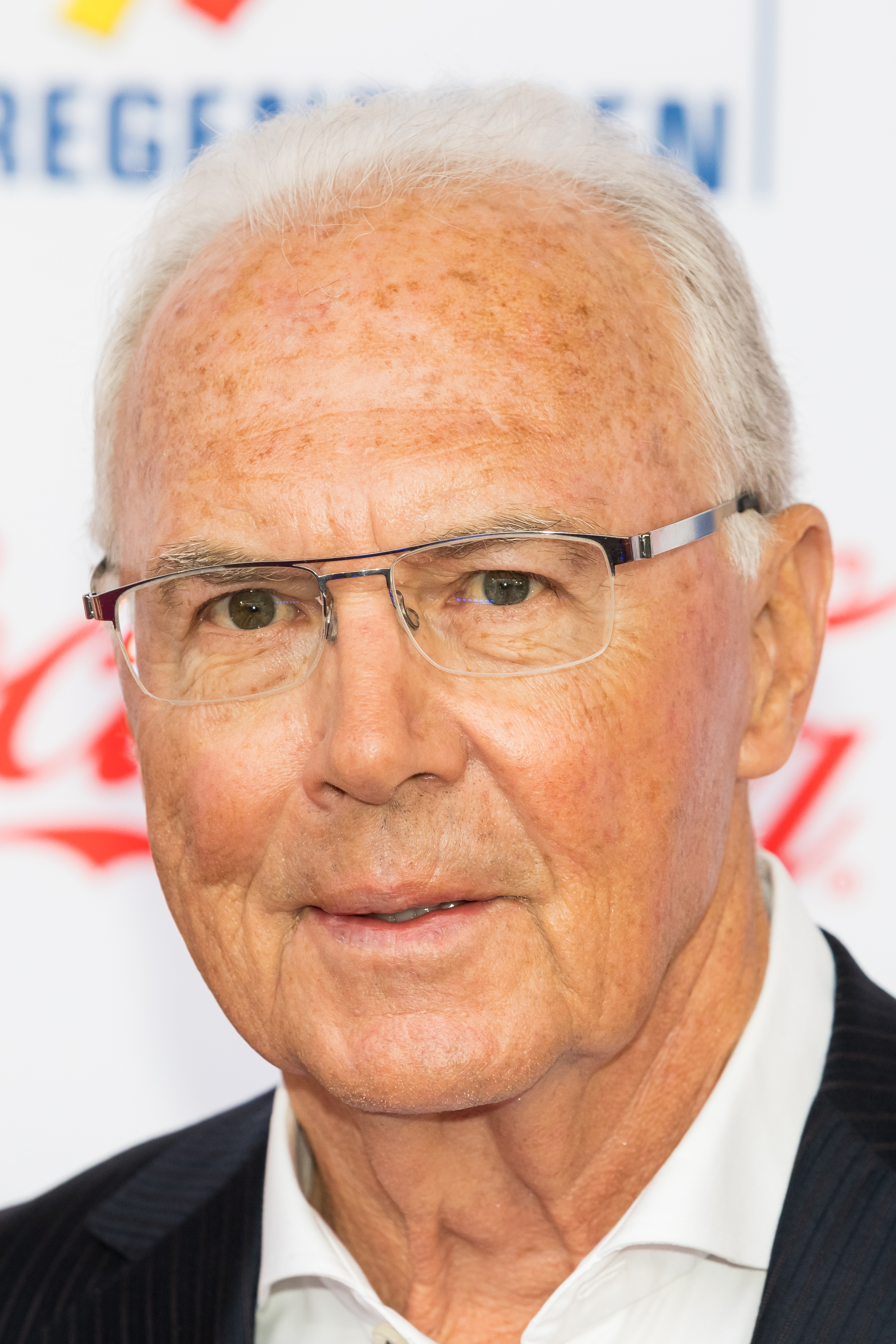
フランツ・ベッケンバウアー

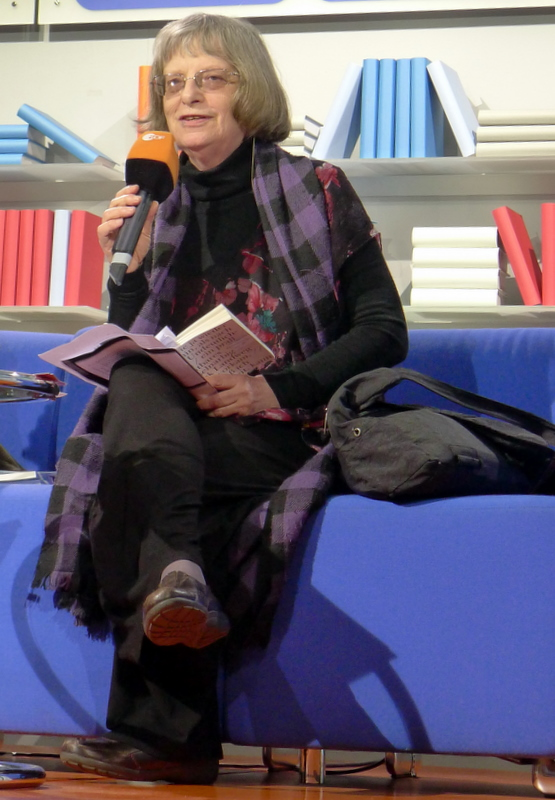
エルケ・エルプ

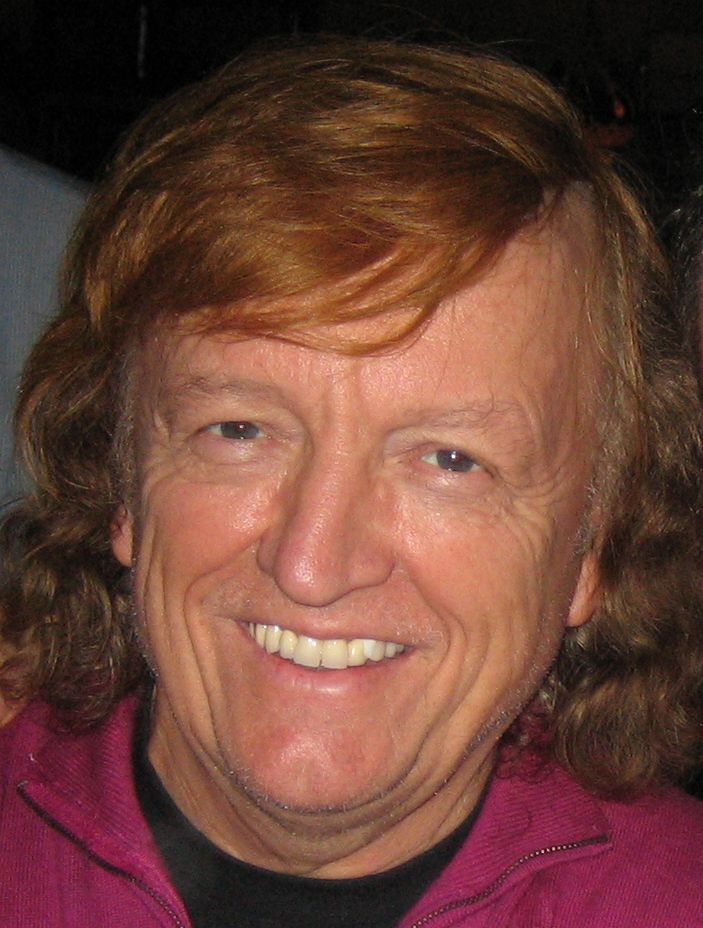
フランク・ファリアン

- 1月1日 - ハルトムット・リッツァーフェルト（英語版）：画家（* 1950年）
- 1月2日 - ゴットフリート・ミュンツェンベルク：物理学者（* 1940年）
- 1月2日 - クリス・カーラー（英語版）：ギタリスト、作曲家（* 1947年）
- 1月4日 - クリスチャン・オリヴァー：俳優（* 1972年）
- 1月5日 - ヘルベルト・リンゲ（英語版）：レーシングドライバー（* 1928年）
- 1月7日 - フランツ・ベッケンバウアー：サッカードイツ代表、監督、ドイツサッカー連盟副会長（* 1945年）
- 1月9日 - カイ・ヴィーデンホファー（英語版）：フォトジャーナリスト（* 1966年）
- 1月12日 - ヴォルフガング・ウィクラー（英語版）：動物学者（* 1931年）
- 1月12日 - ハンス・フーバー（英語版）：ボクサー (ヘビー級)、1964年東京オリンピック銅メダリスト（* 1934年）
- 1月13日 - ジキ・ローテムント：映画監督（* 1944年）
- 1月16日 - クラウス・ヴンダー（英語版）：サッカー選手 (FW)（* 1950年）
- 1月22日 - エルケ・エルプ：作家、翻訳家、編集者（* 1938年）
- 1月23日 - フランク・ファリアン（英語版）：音楽プロデューサー（* 1941年）
- 1月26日 - ハルトムート・バッガー：軍人（* 1938年）

### 2月
- 2月2日 - オスカー・ネグト（英語版）：哲学者（* 1934年）
- 2月5日 - ヘルガ・パリ（英語版）：写真家（* 1938年）

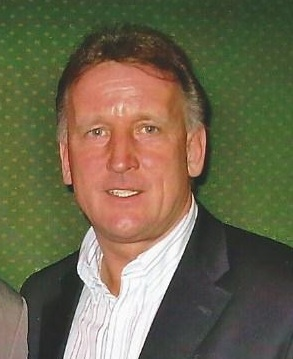
アンドレアス・ブレーメ

- 2月10日 - ヨハンナ・フォン・コツィアン（英語版）：女優（* 1933年）
- 2月11日 - グレゴール・ウェニング：神経内科医（* 1964年）
- 2月19日 - ホルスト・ナウマン（英語版）：（* 1925年）
- 2月19日 - ヤン・アスマン（英語版）：エジプト学者（* 1938年）
- 2月20日 - アンドレアス・ブレーメ：サッカードイツ代表、監督（* 1960年）
- 2月25日 - ファビアン・シュルツェ（英語版）：陸上競技選手 (棒高跳)（* 1984年）
- 2月26日 - ルネ・ポレッシュ（英語版）：作家、劇作家（* 1962年）
- 2月28日 - アヒム・ミュラー（英語版）：化学者（* 1938年）

### 3月
- 3月3日 - ギュンター・ライブ（英語版）：オペラバリトン歌手（* 1927年）
- 3月8日 - ハーバート・クレーマー：物理学者、2000年にノーベル物理学賞受賞（* 1928年）
- 3月10日 - パーシー・アドロン（英語版）：映画監督、脚本家、プロデューサー（* 1935年）
- 3月13日 - アリベルト・ライマン：作曲家、ピアニスト（* 1936年）
- 3月15日 - ポール・ジョセフ・コルデス（英語版）：ローマカトリック教会のドイツ人枢機卿（* 1934年）
- 3月18日 - ピーター・クンター（英語版）：サッカー選手 (GK)（* 1941年）
- 3月24日 - イモージェン・スチュアート（英語版）：彫刻家（* 1927年）
- 3月25日 - フリッツ・ヴェッパー（英語版）：俳優（* 1941年）
- 3月26日 - ギゼラ・ビルケマイヤー：陸上競技選手 (ハードル競走)、1956年メルボルンオリンピック銀メダリスト（* 1931年）

### 4月

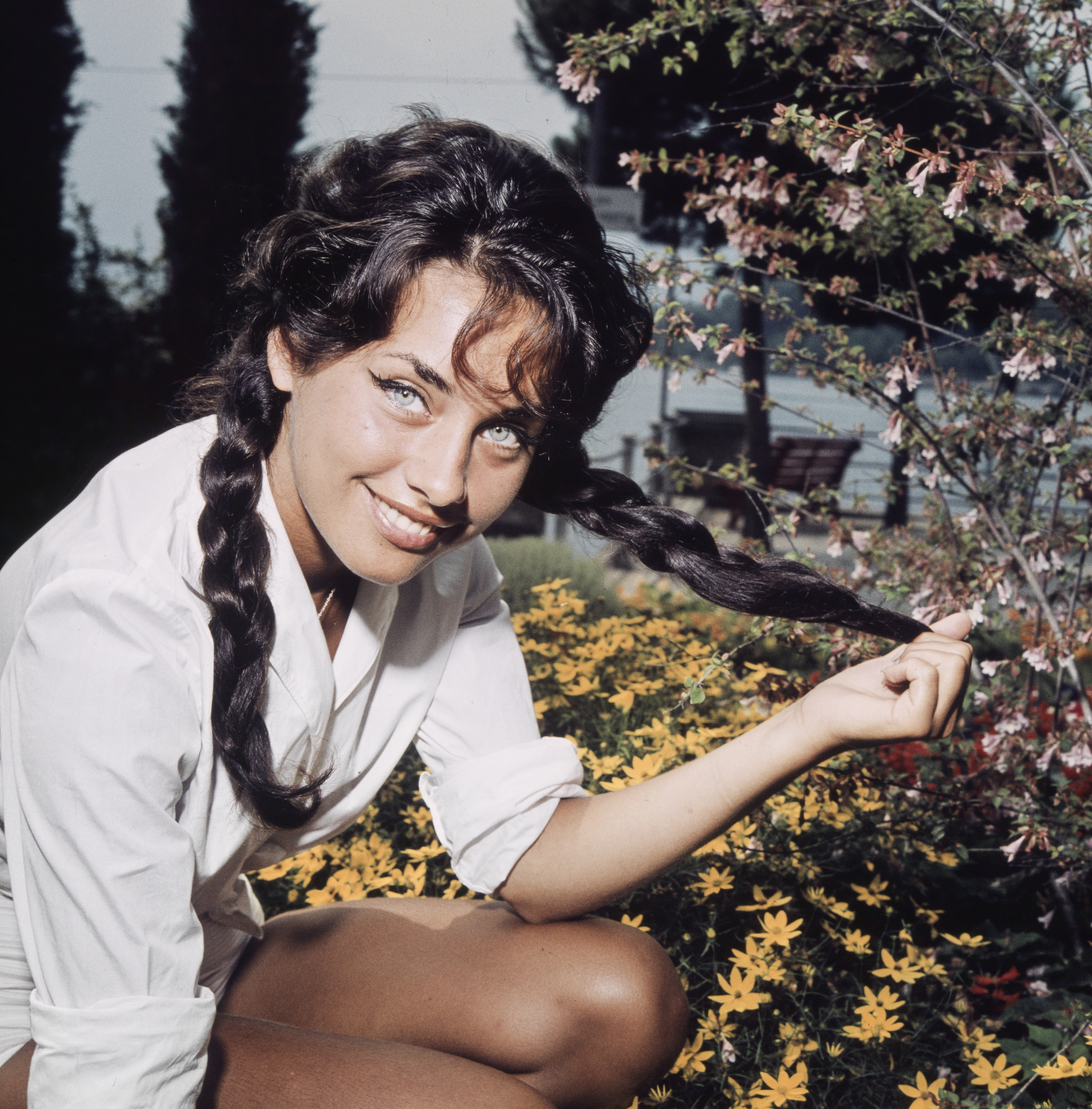
ヴェラ・チェコヴァ

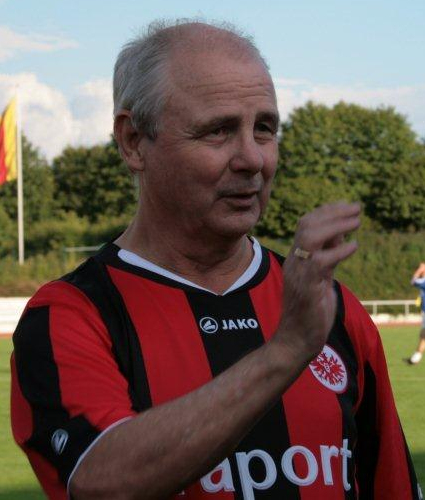
ベルント・ヘルツェンバイン

- 4月3日 - ヴェラ・チェコヴァ：女優（* 1940年）
- 4月7日 - マイケル・ボーダー（英語版）：指揮者（* 1958年）
- 4月11日 - ペーター・フルデ（英語版）：物理学者（* 1936年）
- 4月15日 - ベルント・ヘルツェンバイン：サッカー西ドイツ代表（* 1946年）
- 4月22日 - マイケル・バーホーベン（英語版）：映画監督、脚本家（* 1938年）

### 5月

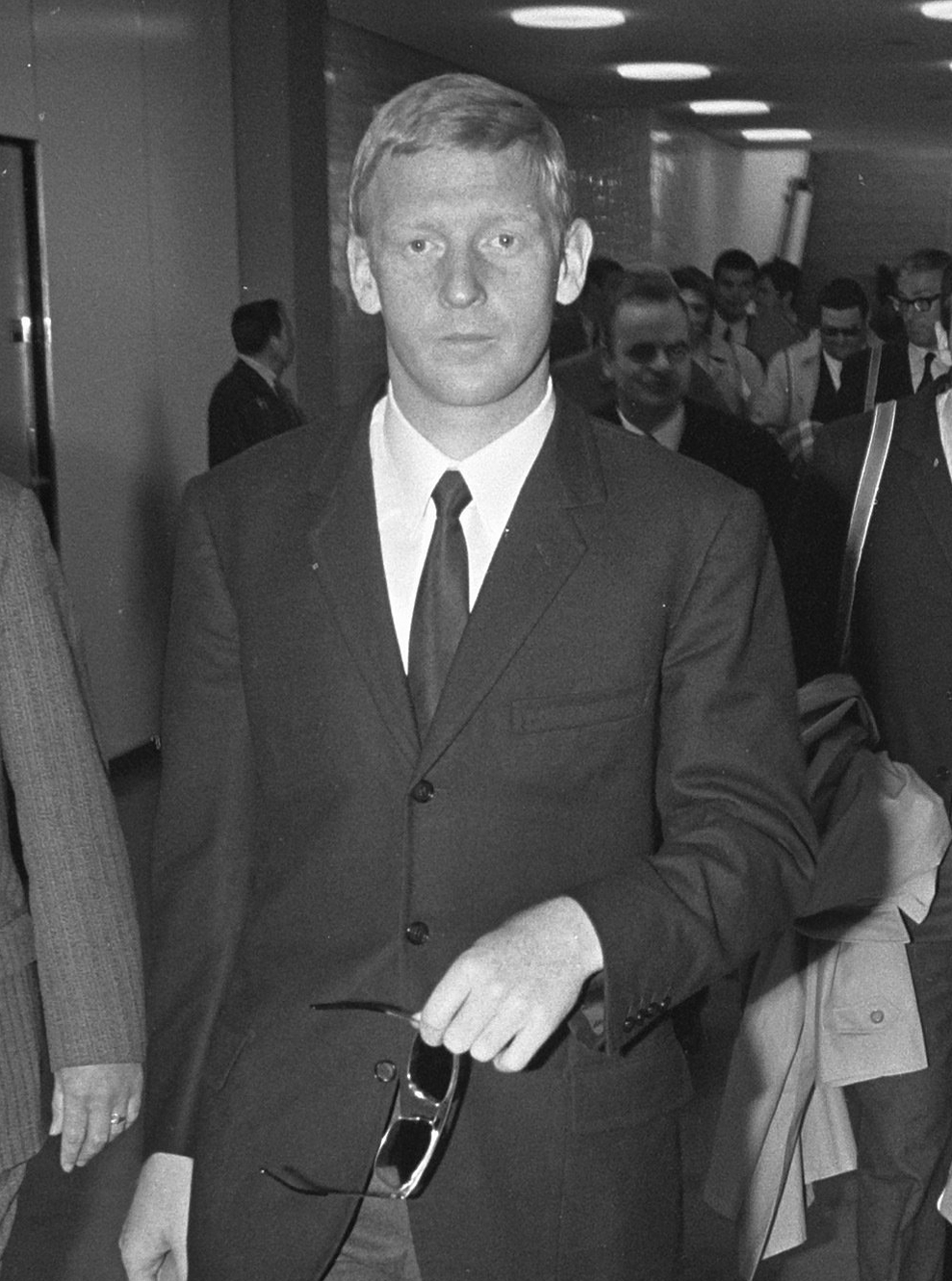
カール＝ハインツ・シュネリンガー

- 5月20日 - カール＝ハインツ・シュネリンガー：サッカー西ドイツ代表（* 1939年）
- 5月29日 - トーマス・ハイゼ（英語版）：映画製作者（* 1955年）
- 5月31日 - アレクサンダー・ラング（英語版）：俳優（* 1941年）

### 6月

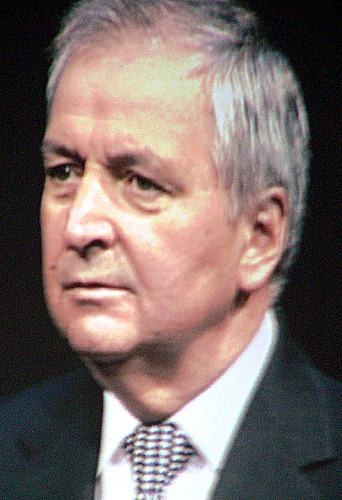
クラウス・テプファー

- 6月1日 - ルース・マリア・クビチェック（英語版）：女優（* 1931年）
- 6月8日 - クラウス・テプファー：政治家、国際連合環境計画(UNEP) 事務局長（* 1938年）
- 6月19日 - ベルント・シュミット（英語版）：サッカー選手 (DF)（* 1943年）
- 6月20日 - ローター・ガル（英語版）：歴史家（* 1936年）
- 6月20日 - ゲルハルト・アイグナー（英語版）：サッカーエグゼクティブ、第4代UEFA事務総長（* 1943年）
- 6月21日 - ゲルハルト・フント（英語版）：数学者、チェス選手（* 1932年）

### 7月

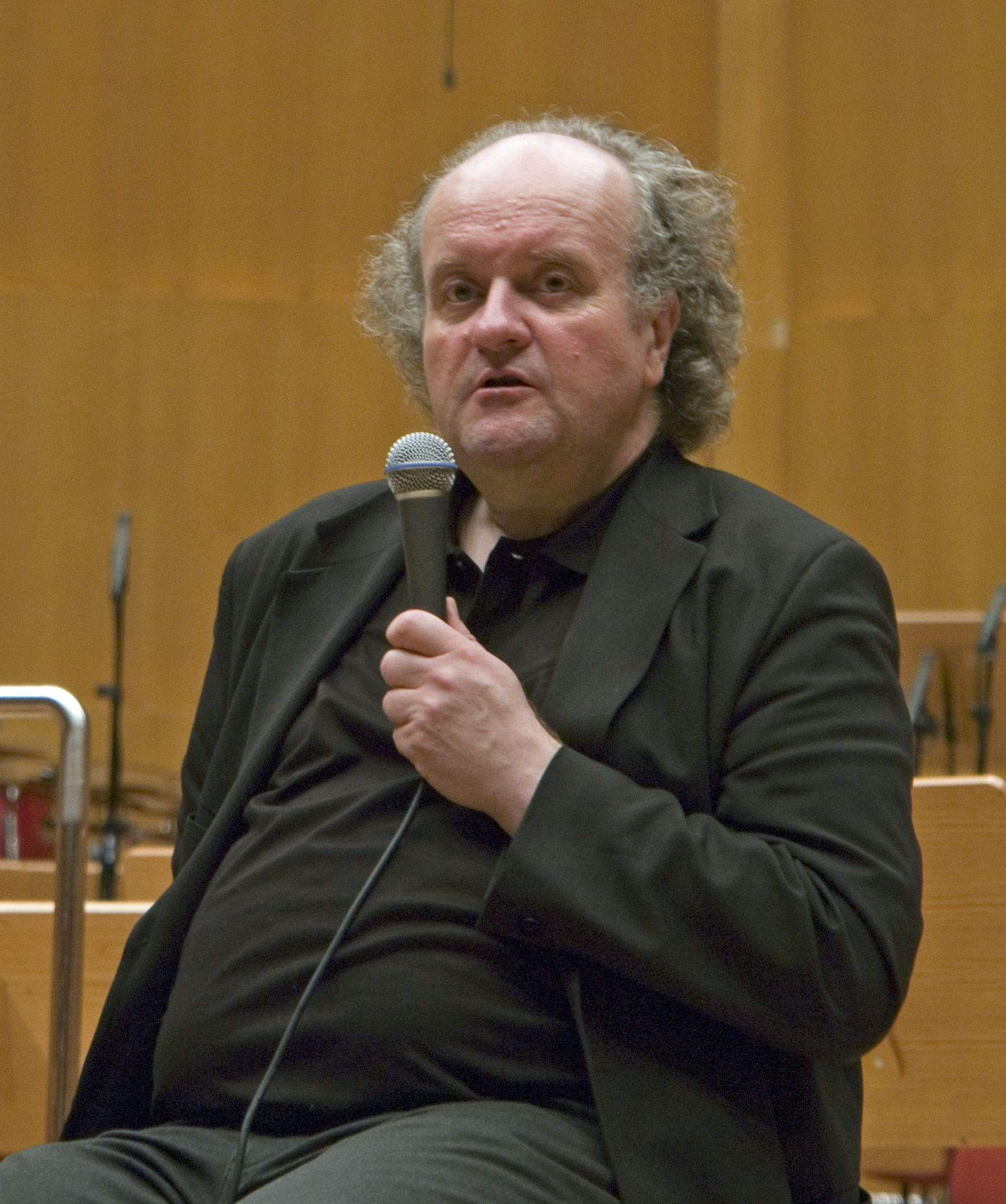
ヴォルフガング・リーム

- 7月10日 - トーマス・ヘプカー（英語版）：写真家（* 1936年）
- 7月11日 - ヴィリ・コズロースキー（英語版）：サッカー西ドイツ代表（* 1937年）
- 7月13日 - ルース・ヘッセ（英語版）：オペラ歌手（* 1936年）
- 7月15日 - トムクラフト（英語版）：DJ（* 1975年）
- 7月20日 - ディートマー・コルブス（英語版）：チェス選手（* 1966年）
- 7月26日 - エルヴィン・シュタイン（英語版）：サッカー西ドイツ代表 (FW)（* 1935年）
- 7月27日 - ヴォルフガング・リーム：作曲家（* 1952年）
- 7月30日 - ハンス・レンク（英語版）：ローイング選手、1960年ローマオリンピック金メダル（* 1935年）

### 8月
- 8月1日 - ユルゲン・アーレント（英語版）：オルガン製作者（* 1930年）
- 8月1日 - ライナー・ブラント（英語版）：俳優、吹替監督、吹替作家（* 1936年）
- 8月9日 - カスパー・ケーニッヒ（英語版）：博物館館長、学芸員（* 1943年）
- 8月12日 - ウィルフリート・レムケ（英語版）：サッカー監督、国連事務総長のスポーツ開発平和特別顧問（* 1946年）
- 8月14日 - ヘルマン・ハーケン：理論物理学者、1990年にマックス・プランク・メダル受賞（* 1927年）
- 8月18日 - ロニー・ボルチャーズ（英語版）：サッカー西ドイツ代表（* 1957年）
- 8月19日 - クラウス・ドックホーン（英語版）：競泳選手 (自由形)（* 1953年）
- 8月24日 - ジークフリート・ローレンツ（英語版）：バリトン歌手（* 1945年）
- 8月24日 - クリストフ・ダウム：サッカー選手 (DF)、監督、1992年にVfBシュトゥットガルトでリーグ優勝（* 1953年）
- 8月27日 - シャーロット・クレッチマン：スーパーセンテナリアン（* 1909年）
- 8月29日 - クルト・ベントリン：陸上競技選手 (十種競技)、1968年メキシコシティーオリンピック銅メダリスト（* 1943年）

### 9月

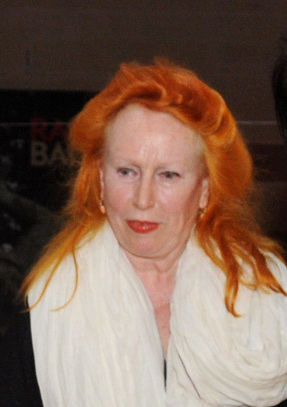
レベッカ・ホーン

- 9月6日 - レベッカ・ホーン：ビジュアルアーティスト（* 1944年）
- 9月13日 - ヴォルフガング・ゲルハルト：政治家（* 1943年）
- 9月18日 - ロルフ・ヴォルフショール：自転車競技選手、世界選手権自転車競技大会で優勝3回（* 1938年）
- 9月19日 - ブルーノ・サッコ：イタリア出身でドイツ国籍のカーデザイナー（* 1933年）
- 9月24日 - マイケル・スレデック（英語版）：医師（* 1946年）

### 10月

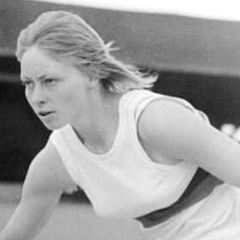
アンネリー・エアハルト

- 10月4日 - ヴィリー・ギーゼマン（英語版）：サッカー西ドイツ代表 (DF)（* 1937年）
- 10月9日 - ディーター・ブルデンスキ（英語版）：サッカー西ドイツ代表 (GK)（* 1950年）
- 10月12日 - ライナー・プラハトル（英語版）：教師、政治家（* 1950年）
- 10月12日 - マルガレーテ・ミュラー（英語版）：政治家（* 1931年）
- 10月13日 - ブリュンヒルデ・ハンケ（英語版）：政治家（* 1930年）
- 10月18日 - ハインツ・アルディンガー（英語版）：サッカー審判員（* 1933年）
- 10月22日 - ベルント・バウシュピース（英語版）：サッカー東ドイツ代表 (FW)（* 1939年）
- 10月22日 - アンネリー・エアハルト：陸上競技選手 (ハードル走)、1972年ミュンヘンオリンピック金メダリスト（* 1950年）
- 10月24日 - エックハルト・シュミット（英語版）：映画監督、プロデューサー（* 1938年）
- 10月27日 - エツァルト・ロイター：実業家（* 1928年）

### 11月

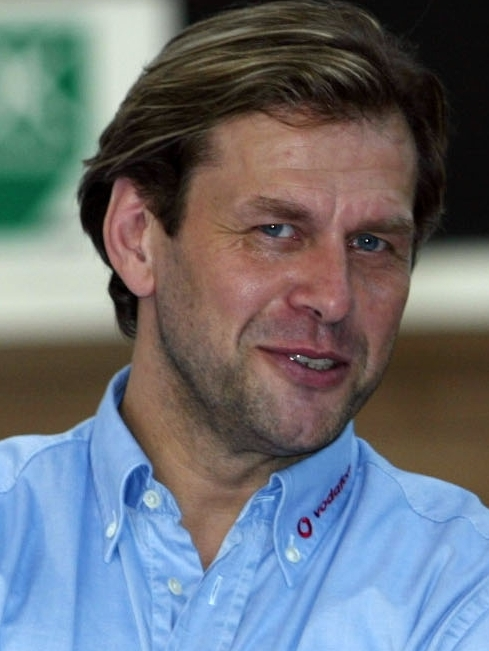
ミカエル・ヒュープナー

- 11月6日 - マクシミリアン・ハイデンライヒ（英語版）：サッカー選手 (DF)、監督（* 1967年）
- 11月7日 - ヴァルター・ダーン（英語版）：画家、写真家（* 1954年）
- 11月9日 - ヘルベルト・シュネーデルバッハ：哲学者（* 1936年）
- 11月10日 - バーバラ・アランド（英語版）：神学者（* 1937年）
- 11月11日 - フランク・アウアーバッハ（英語版）：画家（* 1931年）
- 11月12日 - ミカエル・ヒュープナー：自転車競技選手（* 1959年）
- 11月15日 - ゾンケ・ソンクセン（英語版）：馬術選手、1976年モントリオールオリンピック銀メダリスト（* 1938年）
- 11月17日 - エアハルト・ノイベルト（英語版）：福音派牧師、神学者（* 1940年）
- 11月20日 - ウルスラ・ハーバーベック：エコロジー・ネオナチ活動家、ホロコースト否認論者（* 1928年）
- 11月22日 - ヘルムート・アブト：天体物理学者（* 1925年）
- 11月23日 - ヴァルター・カミンスキ（英語版）：化学者（* 1941年）
- 11月24日 - ジークフリート・ティーレ（英語版）：作曲家（* 1934年）
- 11月26日 - カリン・バール（英語版）：女優（* 1940年）

### 12月

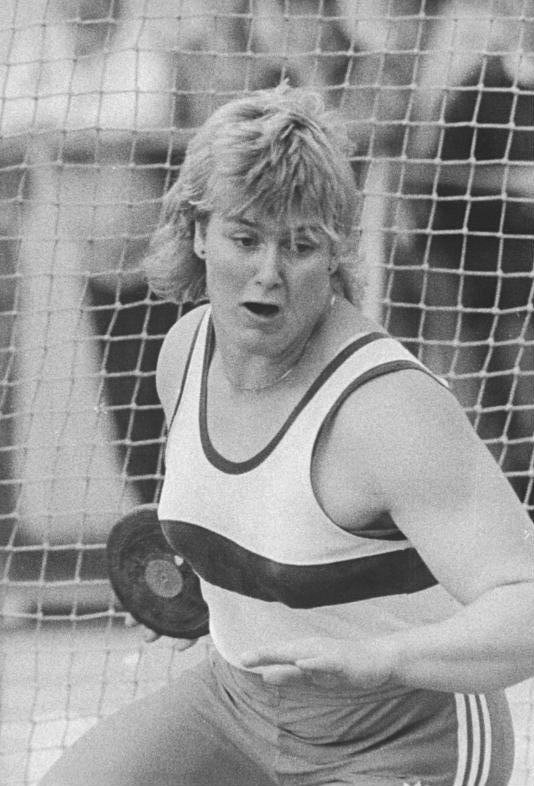
イルケ・ヴィルダ

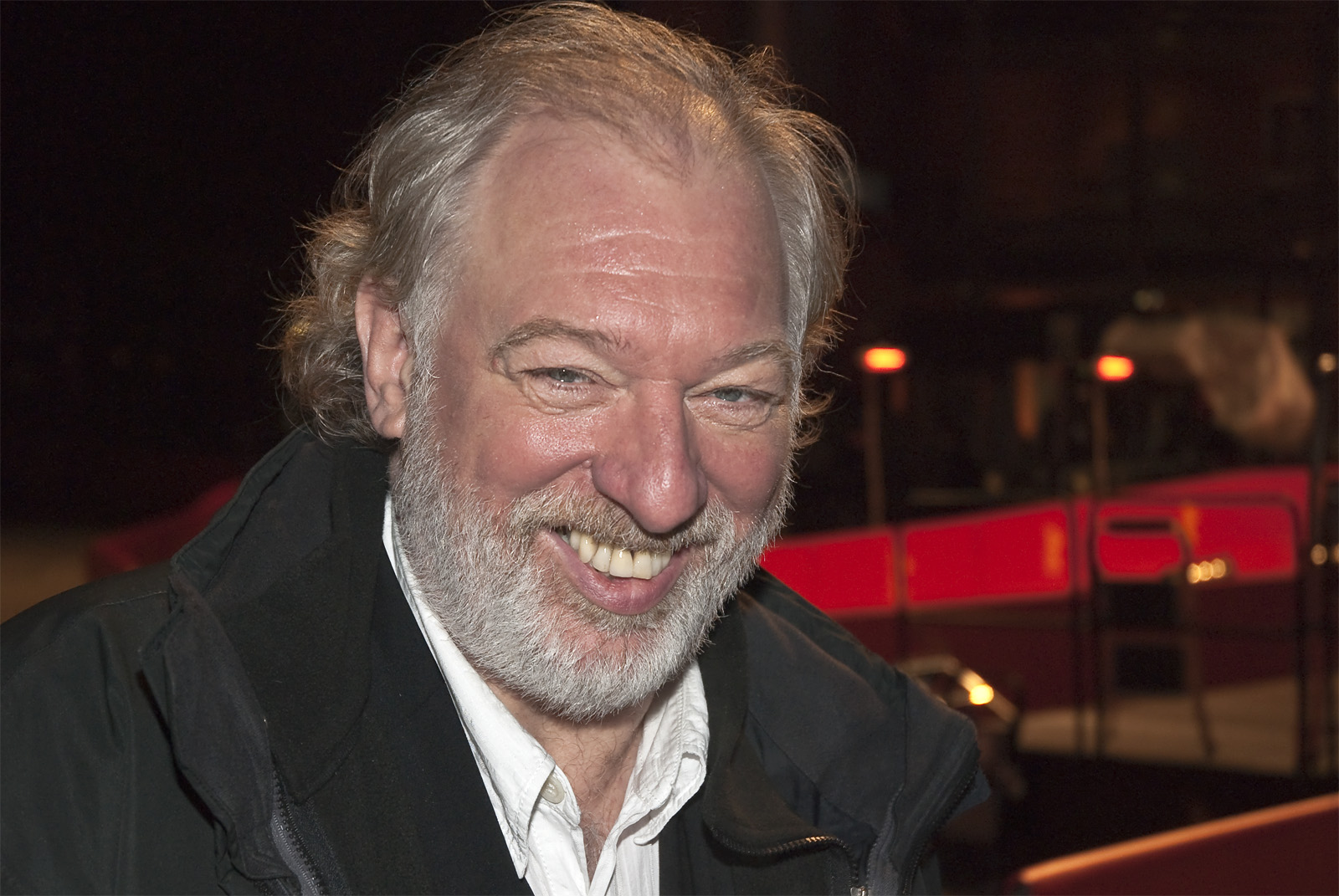
ヴォルフガング・ベッカー

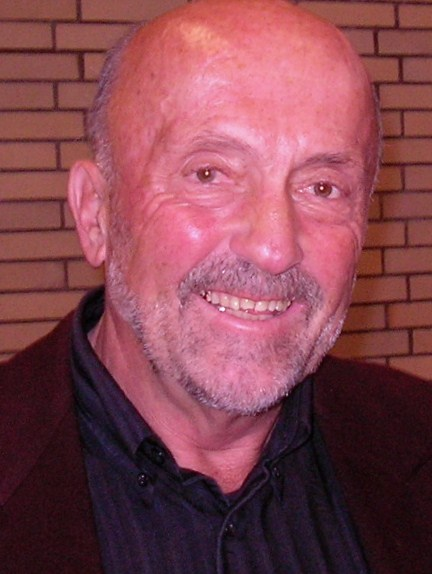
クラウス・ヴォルファーマン

- 12月1日 - イルケ・ヴィルダ：陸上競技選手 (円盤投)、1996年アトランタオリンピック金メダリスト（* 1969年）
- 12月2日 - ミヒャエル・ルーツ（英語版）：写真家、芸術家、ジャーナリスト（* 1940年）
- 12月5日 - クリステル・ボーデンシュタイン（英語版）：女優（* 1938年）
- 12月12日 - ヴォルフガング・ベッカー：映画監督、脚本家（* 1954年）
- 12月16日 - ヴィッテキント・ツー・ヴァルデック＝ピルモント：ヴァルデック＝ピルモント家家長（* 1936年）
- 12月18日 - シグリッド・ケール（英語版）：オペラ歌手（* 1929年）
- 12月18日 - クラウス・ヴォルファーマン：陸上競技選手 (やり投)、1972年ミュンヘンオリンピック金メダリスト（* 1946年）
- 12月21日 - ハンネローレ・ホーガー（英語版）：女優、演出家（* 1939年）